# Aixurnadinahhe II
Aixurnadinahhe II o Aššur-nadin-ahhe II ("el deu Asshur ha tingut un germà, en accadi) va ser rei d'Assíria. Era fill i successor Aixurrimnixeixu, que hauria regnat segurament als primers anys del segle xiv aC (potser del 1400 aC al 1390 aC o del 1390 aC al 1380 aC). La Llista dels reis d'Assíria li assigna un regnat de 10 anys.
Al llibre A history of Babylonia and Assyria de Robert William Rogers (1901), es diu que va ser contemporani d'Amenofis IV (Amenhotep IV), conegut com a Akhenaton, amb el qual hauria mantingut correspondència, però la descripció no és exacta: a les cartes d'Amarna apareix una carta suposadament d'Aixurubal·lit I (rei d'Assíria cap als anys 1355 aC - 1317 aC) a Amenofis IV, on anomena al seu ancestre Aixurnadinahhe que havia escrit a Egipte (però no a Amenofis IV) i havia rebut a canvi "or" del regne dels faraons, el que s'interpreta com que hi havia hagut una aliança matrimonial. Però fins i tot els noms del rei han estat posats en qüestió modernament.
Al final del seu regnat, que no s'informa que hagués esdevingut en cap circumstància especial, la successió, segons la Llista dels reis d'Assíria, va recaure en el seu oncle Eriba-Adad I, fill d'Aixurbelnixeixu. El nou rei era segurament l'hereu legítim i cap de família i va obrir el segon període assiri conegut com a període assiri mitjà.